# Astronomiska koordinatsystem

En stjärnas galaktiska (gul), ekliptiska (röd) och ekvatoriella (blå) koordinater. Ekliptiska och ekvatoriella koordinater delar dagjämningen (magenta) som primär riktning, och galaktiska koordinater är refererade till galaxens centrum (gul). Origo av koordinater ("centrum av sfären") är tvetydig, se himmelssfären för mer information.

Astronomiska koordinatsystem är inom astronomin system för att ange astronomiska objekts position på himmelssfären. Koordinatsystemen kan ange en position i en 3-dimensionell rymd, eller endast riktningen av föremålet på himmelssfären, om dess avstånd inte är känt eller inte viktigt.
Koordinatsystemen implementeras i antingen sfäriska koordinater eller kartesiska koordinater. Sfäriska koordinater, beräknade på himmelssfären, är analogt med det geografiska koordinatsystemet som används på ytan av jorden. Dessa skiljer sig i sitt val av grundplan, som delar himmelssfären i två lika halvklot längs en storcirkel. Rektangulära koordinater, i lämpliga enheter, är helt enkelt den kartesiska motsvarighet till sfäriska koordinater, med samma grundläggande (x,y)-plan och primär (x-axel)-riktning. Varje koordinatsystem namnges efter sitt val av grundplan och origo.

## Astronomins koordinatsystem[1]
- Ett horisontellt koordinatsystem har horisontalplanet som grundplan. Lodlinjens förlängning definierar polerna, zenit och nadir. Koordinaterna kallas azimut (A, a eller Az) respektive altitud (a eller Alt) eller höjd (h). För att definiera azimuten dras en vertikalcirkel från zenit genom himlakroppen till horisonten och en annan, meridianen, genom zenit och norra himmelspolen till horisonten. Azimuten är vinkeln mellan dessa båda storcirklar och räknas längs horisonten från norr. Höjden, eller altituden, är vinkelavståndet över horisonten och är 0° för en stjärna vid horisonten och 90° för en i zenit. Ett horisontellt koordinatsystem är topocentriskt.

- Ett ekvatoriellt koordinatsystem har himmelsekvatorn som grundplan , i skärningen mellan ekvatorsplanet och himmelssfären. Polerna kallas norra och södra himmelspolen. Koordinaterna i detta system är rektascension (α) och deklination (δ). Rektascensionen räknas österut från vårdagjämningspunkten till skärningen mellan ekvatorn och timcirkeln. Vinkeln mellan meridianen och timcirkeln kallas timvinkel (t). Deklinationen är vinkelavståndet mellan himmelsekvatorn och himlakroppen.

- Ett ekliptiskt koordinatsystem har ekliptikan som grundplan, dvs. skärningen mellan jordbanans plan och himmelssfären. Längden (λ) räknas österut från vårdagjämningspunkten, bredden (β) är vinkelavståndet mellan himlakroppen och ekliptikan.

- Ett galaktiskt koordinatsystem har det galaktiska planet som grundplan. Polerna i systemet kallas norra och södra galaktiska polen. Längden (l) räknas från Vintergatans centrum längs den galaktiska ekvatorn. Bredden (b) är vinkelavståndet från Vintergatans plan.

- Ett supergalaktiskt koordinatsystem har det supergalaktiska planet som grundplan.

Beroende på origo benämns följande system:
- Ett topocentriskt koordinatsystem har origo i observatören.
- Ett geocentriskt koordinatsystem har origo i jordens centrum.
- Ett heliocentriskt koordinatsystem har origo i solens centrum.
- Ett barycentriskt koordinatsystem har origo i systemets tyngdpunkt (ej att blanda samman med barycentriska koordinater).